# Дрегеєшть-Пеминтень
Дрегеєшть-Пеминтень, Дрегеєшті-Пеминтені (рум. Drăgăești-Pământeni) — село у повіті Димбовіца в Румунії. Входить до складу комуни Менешть.
Село розташоване на відстані 83 км на північний захід від Бухареста, 11 км на захід від Тирговіште, 136 км на північний схід від Крайови, 83 км на південь від Брашова.

## Населення
За даними перепису населення 2002 року у селі проживали 2094 особи. Рідною мовою 2090 осіб (99,8%) назвали румунську.
Національний склад населення села:
| Національність | Кількість осіб | Відсоток |
| -------------- | -------------- | -------- |
| румуни         | 1936           | 92,5%    |
| цигани         | 157            | 7,5%     |